# Lola Gutiérrez

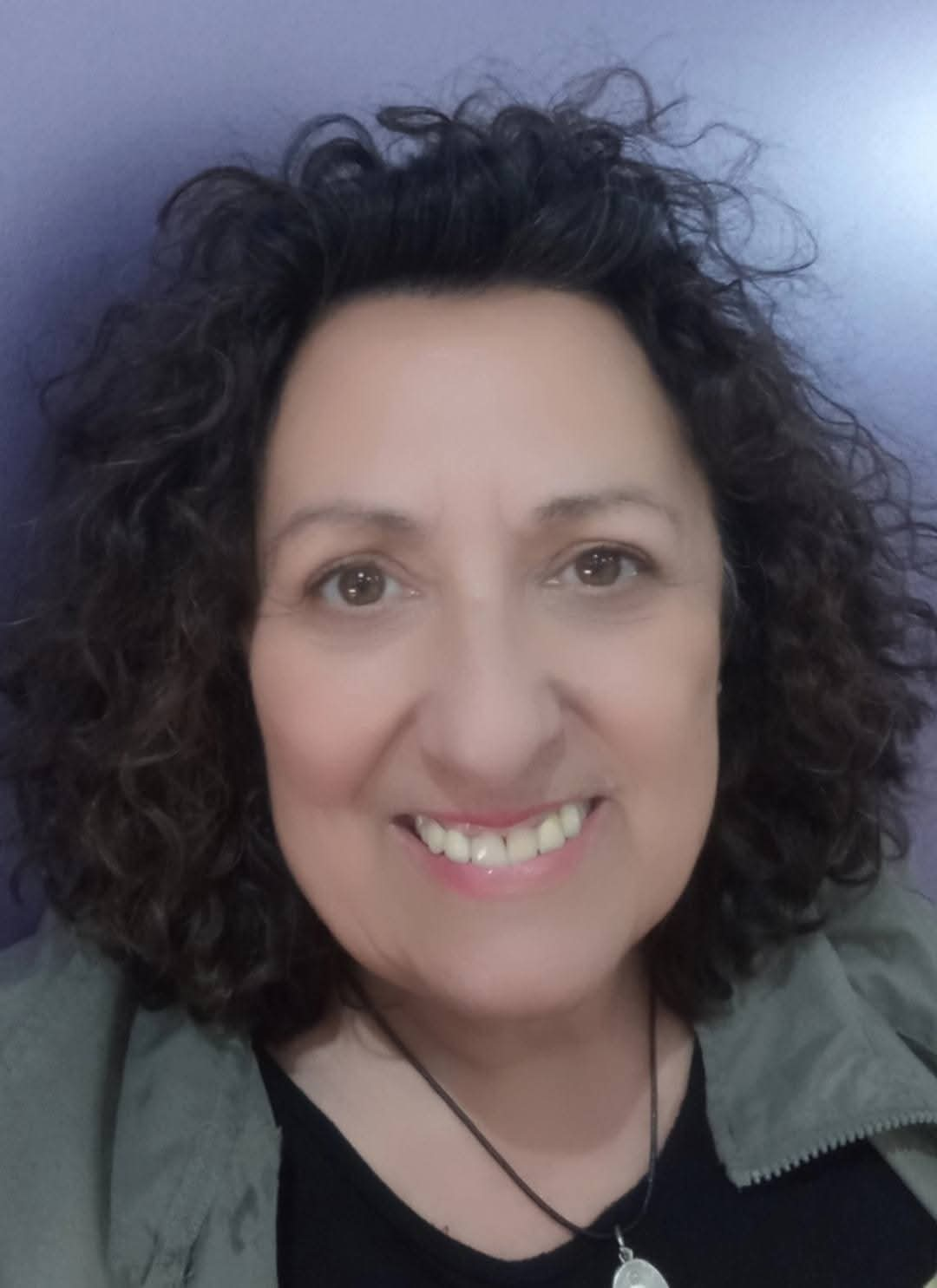
Lola Gutiérrez

Dolores Gutiérrez Sánchez (Cartagena, Región de Murcia, 31 de agosto de 1964),  más conocida como Lola Gutiérrez, es una  escritora española.

Aunque formada profesionalmente como Técnico de imagen y sonido, radio y televisión, Lola Gutiérrez desarrolla su actividad cotidiana en el terreno de la cultura y el fomento de actividades relacionadas con las letras y la creación literaria. Ha ejercido como articulista, así como de maestra de ceremonias en certámenes diversos, presentando a otros escritores, como impulsora de tertulias, concursos literarios y hasta ferias del libro locales. Colabora activamente con las asociaciones culturales de la mujer y es tertuliana habitual en Onda Cartagena y Gaceta FM Radio.

Es Presidente de la A.C. Amigos Modernistas de Cartagena, colectivo desde el que ha organizado ferias modernistas. Asimismo desempeña el cargo de Vicepresidente de la A.C. Héroes de Cavite, con sedes en toda España y en casi todos los países hispanos. Colabora en la semana cultural «Hispanidad Cartagena». Promueve la Historia de España en colegios y centros de mayores. Es Miembro de Honor de la Unión Nacional de Escritores de España (UNEE).

## Obra
Ha publicado cinco novelas, un libro de relatos y dos cuentos infantiles. 

### Novelas
Suspiros de España, editorial Atlantis (2011).

Entre Bahías, editorial Atlantis (2013), editorial MurciaLibro (2018).

Playa de Poniente, editorial MurciaLibro (2014).

Virazón, editorial MurciaLibro (2016).

Lucía, editorial MurciaLibro (2023)

#### - Suspiros de España
Antonia es una chica de veintiún años que abandona su pueblo natal y se traslada a Cartagena. Allí conoce a Esteban, del que pronto se enamora y se queda embarazada. Pero Esteban está casado y la acaba abandonando. Antonia se ve entonces obligada a refugiarse en un convento para dar a luz a su hija, Ana. Años después, la joven Ana, también habría de repetir la experiencia de su madre, al tener que enfrentarse a un embarazo inesperado de un hombre que parece no amarla. Pero mientras la historia de Antonia no tuvo un desenlace dichoso, Ana sí que alcanzará la felicidad, consiguiendo compensar lo que para su madre fue una vida de amargura e infelicidad. Una historia que trata sobre las relaciones personales, ya sean éstas de amistad, de odio o de amor.

#### - Entre bahías
Lorena es una joven que se desplaza a San Francisco para trabajar como profesora. En la ciudad americana se cumplirían los temores de su madre: "¿Y si te enamoras?". La muchacha vivirá una gran historia de amor que, sin embargo, estará a punto de costarle la vida y que la abocará a regresar nuevamente a España. La protagonista hace partícipe al lector de hermosos episodios en los que todas las piezas del puzle acaban encajando perfectamente. Su estancia en Estados Unidos cambiará la existencia de Lorena por completo: le hará revivir su pasado, al tiempo que será el germen de su presente y su futuro. Mientras, el Marlboro americano que le ha robado el corazón intentará por todos los medios recuperarla, si no es demasiado tarde para ello.

#### - Playa de Poniente
La novela Playa de Poniente, según reza la sinopsis de la obra, "recoge, como telón de fondo a una deliciosa trama romántica, un hecho histórico acontecido en las playas de Cabo de Palos en el verano de 1906: el naufragio del transatlántico italiano El Sirio, un suceso tan dramático como desconocido y olvidado, que movilizó a los lugareños de la zona, los cuales se volcaron en cuerpo y alma en rescatar y ofrecer su auxilio a los supervivientes. Este espontáneo salvamento se tiene por el más importante rescate realizado por civiles en la historia de la navegación marítima. Sin duda, Playa de poniente es una obra entrañable, seductora, ágil, muy bien planteada, y dotada de esa pulsión, de ese mágico latido con el que Lola sabe dar vida a sus criaturas y capturar —o se diría mejor, rendir— irremediablemente la voluntad del lector desde la primera página hasta la palabra FIN". La novela Playa de Poniente resultó finalista en el Certamen Libro Murciano del Año 2014.

#### - Virazón
El hallazgo casual de un antiguo manuscrito durante unas obras hace que Dolores, una mujer que acaba de retomar las riendas de su vida, se sumerja en una historia apasionante que arranca con el viaje iniciático de un muchacho. Un joven que, en pleno siglo XVIII, se ve obligado a abandonar a su familia y embarcarse en un velero rumbo a las colonias españolas de ultramar. Ambas historias, la principal y la enmarcada, según se lee en la sinopsis del libro, constituyen "dos caudales novelísticos que circulan paralelos y que nos muestran la habilidad de Lola Gutiérrez para construir historias llenas de encanto, sorpresas y amor".

#### - Lucía
Los dos jóvenes protagonistas de esta novela viven en clases sociales y espacios geográficos muy separados entre sí, pero el Azar los hará confluir a finales del siglo XIX en una pequeña localidad del sureste de España, donde descubrirán el amor de una forma tan dulce como avasalladora, aunque para estar juntos deberán antes vencer dificultades de todo tipo: asesinatos, persecuciones, acosos, habladurías…
Lola Gutiérrez ha construido una fascinante historia llena de pasiones, aventuras y viajes, que nos pasea por varios países del mundo y que convencerá con su inigualable garra narrativa incluso a los lectores más exigentes.

### Narrativa corta
Entre sus relatos, destacan Viaje a ninguna parte. El hombre de mis sueños, El mundo de afuera, El reto, Los velatorios, Mi primera vez, Una preguntica por favor, Recomenzar, Memoria borrada o Nunca jamás. En junio de 2016, todos ellos fueron incluidos en el libro "Efectos personales", editado por MurciaLibro.

### Cuentos infantiles
- «Paloma y su duende» (Ed. La Rosa de Papel, 2017), cuento cuyos derechos de explotación fueron cedidos a una causa benéfica: para la recaudación de fondos para el tratamiento de una niña afectada de una rara enfermedad denominada Miopatía Nemalínica.
- «El hada del agua» (Ed. La Rosa de Papel, 2020), fábula creada desde el férreo compromiso de la autora con la defensa medioambiental, pues aborda el delicado estado de la laguna del Mar Menor, la cual últimamente adolece de severos problemas de contaminación. 

## Obras publicadas
- Suspiros de España. Atlantis. 2011. ISBN 978-84-15228-26-4.
- Entre bahías. Atlantis. 2013. ISBN 978-84-15449-64-5.
- Playa de Poniente. MurciaLibro. 2014. ISBN 978-84-15516-09-5.
- Efectos personales. MurciaLibro. 2016. ISBN 978-84-15516-15-6.
- Virazón. MurciaLibro. 2017. ISBN 978-84-15516-28-6. También se halla en formato audiolibro editado por la Organización Nacional de Ciegos de España (ONCE).
- Paloma y su duende. La Rosa de Papel. 2017. ISBN 978-84-943836-2-5.
- Entre bahías (Reedic.). MurciaLibro. 2018. ISBN 978-84-15516-35-4.
- El hada del agua. La Rosa de Papel. 2020. ISBN 978-84-949950-7-1.
- Lucía. MurciaLibro. 2023. ISBN 978-84-15516-68-2.